# Marsha Mason
Marsha Mason (* 3. dubna 1942 St. Louis) je americká herečka, dvojnásobná držitelka Zlatého glóbu za své role ve filmech Propustka do půlnoci (1973) a Děvče pro zábavu (1977), za oba filmy byla nominována také na Oscara.
Pochází z rodiny tiskaře ze St. Louis v Missouri; studovala na Websterské univerzitě a již tehdy hrála v tamních divadelních představeních. Později se přestěhovala do New Yorku, kde hrála v reklamách a divadle (např. adaptace Mailerovy Obory a Všechno nejlepší, Wando June Kurta Vonneguta), zprvu mimo Broadway, počínaje rokem 1968 i na Broadwayi.
Později hrála v řadě filmů a seriálů. Rovněž se věnovala divadelní režii. Je autorkou autobiografické knihy Journey: A Personal Odyssey (2000). V letech 1965 až 1970 byl jejím manželem herec Gary Campbell a počínaje rokem 1973 byla deset let vdaná za dramatika Neila Simona.

## Filmografie (výběr)
- Propustka do půlnoci (1973)
- Děvče pro zábavu (1977)
- Detektiv ze San Franciska (1978)
- Druhá kapitola (1979)
- Návrat Maxe Dugana (1983)
- Bojové nasazení (1986)
- Tak už dost, Frede! (1991)
- Zbožňuji trable (1994)
- V poslední chvíli (1995)
- Drsný a drsnější (1996)
- Moje velká indická svatba (2004)